# Либкнехт, Софья Борисовна
Софи Либкнехт, урождённая Софья Борисовна Рысс (18 января 1884 — 11 ноября 1964) — немецкая социалистка и феминистка. Была второй женой Карла Либкнехта, у которого было трое детей от первого брака с Юлией Либкнехт.

## Биография
Софья Борисовна Рысс родилась в Ростове-на-Дону в семье купца второй гильдии, инженера Бера Иделевича (Бориса Ильича) Рысса и Ольги Павловны Рысс. Отец, выпускник отделения натуральной философии Мюнхенского университета и мукомольного факультета политехникума в Хемнице, управлял паровой мельницей Мукомольного общества братьев Бейнуша и Хацкеля Рысс.
Получила образование в Германии, где познакомилась с мыслителем-марксистом и будущим революционером Карлом Либкнехтом, за которого вышла замуж в 1912 году. От прежнего брака у Либкнехта уже было трое детей — Софи занялась их воспитанием (собственных детей в браке у неё не было). Первоначально член Социал-демократической партии Германии (СДПГ), она вместе со своим мужем вышла из неё и вступила в основанную им и его сторонниками Коммунистическую партию Германии в 1918 году. Карл Либкнехт был убит 15 января 1919 года в ходе неудавшегося восстания спартакистов, после чего Софи переехала в Лондон, а затем вернулась в Германию в период Веймарской республики. Члены семьи Либкнехтов, встревоженные приходом власти нацистской партии в 1933 году и опасаясь за свою жизнь, эмигрировали. Родившаяся в России Софи уехала в Советский Союз в 1934 году и обосновалась в Москве, где она прожила оставшиеся десятилетия своей жизни.
На её похоронах в 1964 году присутствовали Роберт и Вильгельм, пасынки Софи Либкнехт от первого брака Карла. Советское правительство устроило публичную церемонию и почётный караул.
Большая часть её переписки с Розой Люксембург была опубликована.

## Семья
- Сестра — химик Сильвия Борисовна Шпильрейн (урождённая Рысс, фр. Cécile Spielrein), выпускница Сорбонны, её диссертация «Equilibre du sulfate de lithium avec les sulfates alcalins en présence de leurs solutions mixtes» была издана в 1913 году (Paris: É. Larose, 1913)[5]; была замужем за доктором технических наук Я. Н. Шпильрейном.
- Брат — литературный и театральный критик Илья Березарк.
- Двоюродные братья — философ Соломон Яковлевич Рысс и журналист Пётр Яковлевич Рысс; сын двоюродного брата Михаила Бейнушевича Рысса — доктор медицинских наук Симон Михайлович Рысс, учёный-гастроэнтеролог, член-корреспондент АМН СССР.
- Племянник — Евгений Самойлович Рысс, писатель.